# Snake Eyes (G.I. Joe)
Snake Eyes é um personagem da série G.I. Joe.

## História
Snake Eyes é o codinome do membro da equipe G.I. Joe. Muito de sua história, incluindo seu nome real e local de nascimento são desconhecidos. 
Snake Eyes é um mestre mortal em múltiplas artes marciais. É um especialista no uso da ninja-tō e "facas de trincheira", as quais ele normalmente carrega em pares. É igualmente qualificado em armas de fogo e explosivos.

## História em quadrinhos

### Marvel Comics
Em um flashback em G.I. Joe #27, é revelado que em uma missão no Oriente Médio, Snake Eyes, Scarlett, Rock 'n' Roll e Grunt foram enviados para salvar Strawhacker George de Cobra. No caminho, o helicóptero em que viajavam começou a funcionar mal, forçando Rock 'n' Roll e Grunt a pularem antes que ele caísse. Scarlett ficou presa no helicóptero em chamas, no entanto, Snake Eyes ficou para trás para salvá-la. Após salvá-la, uma janela explodiu em seu rosto, desfigurando-o e danificando o suas cordas vocais. Apesar de seus ferimentos, Snake Eyes convenceu Hawk a deixá-lo continuar com a missão.

## Filme
O ator Leo Howard e o dublê Ray Park interpretaram Snake Eyes quando jovem e adulto, respectivamente, na adaptação cinematográfica G.I. Joe: The Rise of Cobra.
No filme, Snake Eyes era uma criança abandonada de 10 anos de idade quando que encontrou seu caminho para a casa do clã Arashikage para roubar comida. Lá, o jovem lutou pela primeira vez com Thomas Arashikage (Storm Shadow), que o atacou. A capacidade natural de luta do órfão, no entanto, impressionou o Grande Mestre, renomeando-o de “Snake Eyes” e acolhendo-o. Snake Eyes passou a treinar junto a Thomas, superando-o e sendo reconhecido como melhor aluno pelo Grande Mestre. Irritado, Thomas mata o Grande Mestre e foge. Desde então, Snake Eyes optou por fazer um voto de silêncio. Mas em G.I. Joe: Retaliação, é revelado que Thomas (agora com nome de Storm Shadow) não matou o Grande Mestre. 